# Самуель Арментерос
Самуель Арментерос (швед. Samuel Armenteros, нар. 27 травня 1990, Гетеборг) — шведський футболіст, нападник еміратської «Фуджайри» і, в минулому, національної збірної Швеції.

## Клубна кар'єра
Народився 27 травня 1990 року в Гетеборзі.
У дорослому футболі дебютував 2008 року виступами за команду клубу «Геренвен», в якій провів один сезон. За цей час виборов титул володаря Кубка Нідерландів.
Згодом з 2009 по 2013 рік грав у складі команд клубів «Гераклес» (Алмело) та «Андерлехт».
Своєю грою за останню команду привернув увагу представників тренерського штабу клубу «Феєнорд», до складу якого приєднався на орендних умовах 2013 року. Відіграв за команду з Роттердама наступний сезон своєї ігрової кар'єри.
Протягом 2014—2015 років, також на умовах оренди, захищав кольори команди клубу «Віллем II».
Сезон 2015/16 провів у першості Азербайджану, захищаючи кольори агдамського «Карабаха», після чого повернувся до Нідерландів, знову ставши гравцем «Гераклеса».
30 серпня 2017 року уклав контракт з новачком італійської Снрії A «Беневенто». У новій команді отримував небагато ігрового часу і на початку 2018 вирішив за краще продовжити кар'єру у США, де протягом року на правах оренди захищав кольори «Портланд Тімберс».
На початку 2019 року повернувся «Беневенто», яке на той час вже змагалося у більш звичному для себе другому італійському дивізіоні. Протягом року взяв участь у 27 матчах команди в усіх турнірах, забивши 6 голів, після чого в січні 2020 був орендований до іншої команди Серії B, «Кротоне».
5 жовтня 2020 року на правах вільного агента став гравцем еміратської «Фуджайри».

## Виступи за збірні
У 2005 році дебютував у складі юнацької збірної Швеції, взяв участь у 8 іграх на юнацькому рівні, відзначившись 2 забитими голами.
Протягом 2011–2012 років залучався до складу молодіжної збірної Швеції. На молодіжному рівні зіграв у 10 офіційних матчах, забив 1 гол.
13 червні 2017 року дебютував у національній збірній Швеції, вийшовши на заміну у товариській грі з норвежцями. Відзначив свій дебют у збірній забитим голом, який встановив остаточний рахунок гри (1:1). Наприкінці того ж місяця провів свою другу і останню ігру у формі національної команди.
| Дата      | Місто         | Господарі | Результат | Гості  | Турнір            | Голи | Примітки |
| --------- | ------------- | --------- | --------- | ------ | ----------------- | ---- | -------- |
| 13-6-2017 | Осло          | Норвегія  | 1 – 1     | Швеція | товариський матч  | 1    | 69'      |
| 31-8-2017 | Софія (місто) | Болгарія  | 3 – 2     | Швеція | Відбір до ЧС 2018 | -    | 85'      |
| Усього    |               | Матчів    | 2         |        | Голів             | 1    |          |

## Титули і досягнення
- Володар Кубка Нідерландів (1):

«Геренвен»: 2008-09
- Чемпіон Бельгії (1):

«Андерлехт»: 2012–13
- Володар Суперкубка Бельгії (1):

«Андерлехт»: 2013
- Чемпіон Азербайджану (1):

«Карабах»: 2015–16
- Володар Кубка Азербайджану (1):

«Карабах»: 2015–16